# Вільяр-дель-Ріо
Вільяр-дель-Ріо (ісп. Villar del Río) — муніципалітет в Іспанії, у складі автономної спільноти Кастилія-і-Леон, у провінції Сорія. Населення — 180 осіб (2010).
Муніципалітет розташований на відстані близько 210 км на північний схід від Мадрида, 34 км на північ від Сорії.
На території муніципалітету розташовані такі населені пункти: (дані про населення за 2010 рік)
- Бретун: 16 осіб
- Кампорредондо: 1 особа
- Діустес: 5 осіб
- Уертелес: 64 особи
- Ла-Лагуна: 4 особи
- Монтавес: 5 осіб
- Санта-Сесілія: 6 осіб
- Вальдуертелес: 1 особа
- Вільяр-де-Мая: 3 особи
- Вільяр-дель-Ріо: 69 осіб
- Ла-Куеста: 6 осіб

## Демографія
Динаміка населення (INE ):

## Галерея зображень

Розташування муніципалітету Вільяр-дель-Ріо
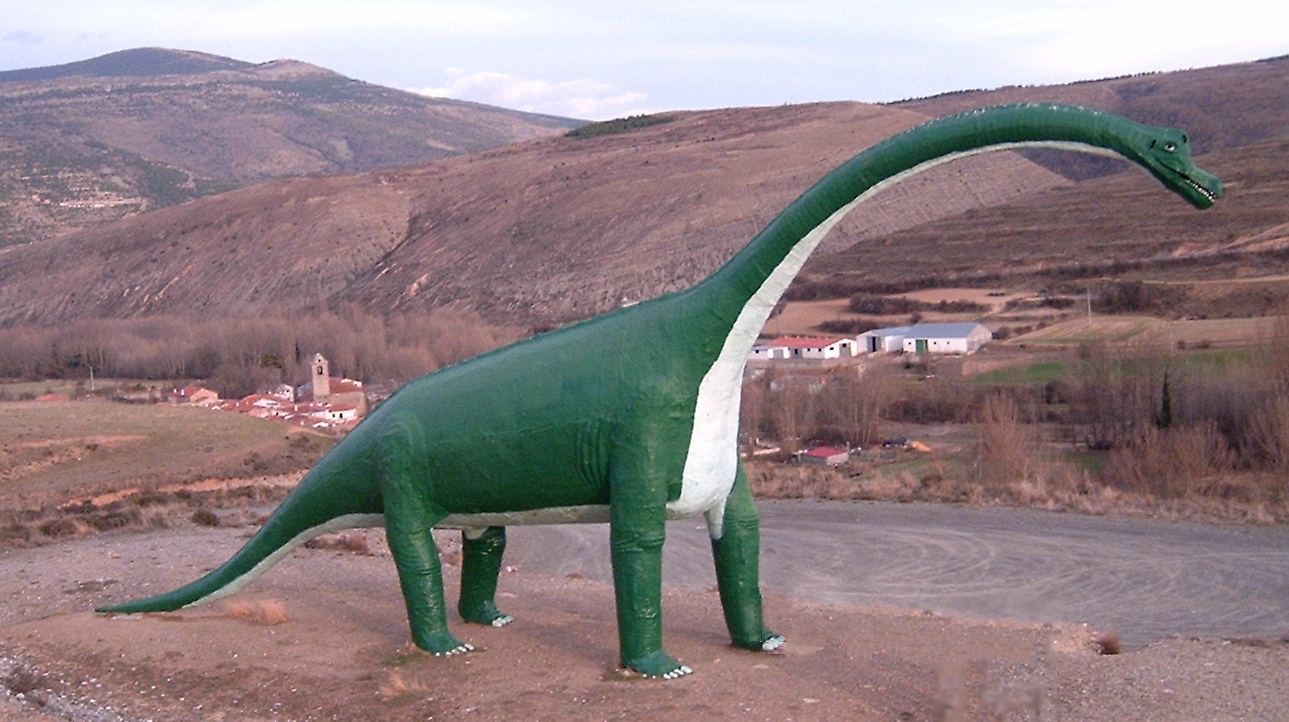
Вільяр-дель-Ріо у 2005 році